# Plagiochila pigmentata
Plagiochila pigmentata là một loài rêu trong họ Plagiochilaceae. Loài này được E.A. Hodgs. mô tả khoa học đầu tiên năm 1962.
Danh pháp khoa học của loài này chưa được làm sáng tỏ. 